# Golden Globe per il miglior attore non protagonista
Il Golden Globe per il miglior attore non protagonista viene assegnato al miglior attore non protagonista dalla HFPA (Hollywood Foreign Press Association).

## Vincitori e candidati
L'elenco mostra il vincitore di ogni anno, seguito dagli attori che hanno ricevuto una candidatura. Per ogni attore viene indicato il film che gli è valso la candidatura (titolo italiano e titolo originale tra parentesi).

### 1940
- 1944
  - Akim Tamiroff - Per chi suona la campana - (For Whom the Bell Tolls)
- 1945
  - Barry Fitzgerald - La mia via - (Going My Way)
- 1946
  - J. Carrol Naish - L'ombra dell'altro - (A medal for Benny)
- 1947
  - Clifton Webb - Il filo del rasoio - (The Razor's Edge)
- 1948
  - Edmund Gwenn - Il miracolo della 34ª strada - (Miracle on 34th Street)
- 1949
  - Walter Huston - Il tesoro della Sierra Madre - (The Treasure of the Sierra Madre)

### 1950
- 1950
  - James Whitmore - Bastogne - (Battleground)
  - David Brian - Nella polvere del profondo Sud (Intruder in the Dust)
- 1951
  - Edmund Gwenn - L'imprendibile signor 880 - (Mister 880)
  - George Sanders - Eva contro Eva (All about Eve)
  - Erich von Stroheim - Viale del tramonto (Sunset Blvd.)
- 1952
  - Peter Ustinov - Quo vadis
- 1953
  - Millard Mitchell - I miei sei forzati (My Six Convicts)
  - Gilbert Roland - Il bruto e la bella (The Bad and the Beautiful)
  - Kurt Kasznar - Tempo felice (The Happy Time)
- 1954
  - Frank Sinatra - Da qui all'eternità - (From Here to Eternity)
- 1955
  - Edmond O'Brien - La contessa scalza - (The Barefoot Contessa)
- 1956
  - Arthur Kennedy - L'imputato deve morire - (Trial)
- 1957
  - Earl Holliman - Il mago della pioggia (The Rainmaker)
  - Eli Wallach - Baby Doll - La bambola viva (Baby Doll)
  - Anthony Quinn - Brama di vivere (Lust for Life)
  - Eddie Albert - La casa da tè alla luna d'agosto (The Teahouse of the August Moon)
  - Oskar Homolka - Guerra e pace (War and Peace)
- 1958
  - Red Buttons - Sayonara
  - Lee J. Cobb - La parola ai giurati (Twelve Angry Men)
  - Sessue Hayakawa - Il ponte sul fiume Kwai (The Bridge on the River Kwai)
  - Ed Wynn - The Great Man
  - Nigel Patrick - L'albero della vita (Raintree County)
- 1959
  - Burl Ives - Il grande paese (The Big Country)
  - Efrem Zimbalist Jr. - Pietà per la carne (Home Before Dark)
  - Harry Guardino - Un marito per Cinzia (Houseboat)
  - David Ladd - L'orgoglioso ribelle (The Proud Rebel)
  - Gig Young - 10 in amore (Teacher's Pet)

### 1960
- 1960
  - Stephen Boyd - Ben-Hur
  - Joseph N. Welch - Anatomia di un omicidio (Anatomy of a Murder)
  - Fred Astaire - L'ultima spiaggia (On the Beach)
  - Tony Randall - Il letto racconta (Pillow Talk)
  - Robert Vaughn - I segreti di Filadelfia (The Young Philadelphians)
- 1961
  - Sal Mineo - Exodus
  - Lee Kinsolving - Il buio in cima alle scale (The Dark at the Top of the Stairs)
  - Ray Stricklyn - I quattro disperati (The Plunderers)
  - Woody Strode - Spartacus
  - Peter Ustinov - Spartacus
- 1962
  - George Chakiris - West Side Story
  - Jackie Gleason - Lo spaccone (The Hustler)
  - George C. Scott - Lo spaccone (The Hustler)
  - Montgomery Clift - Vincitori e vinti (Judgment at Nuremberg)
  - Tony Randall - Amore, ritorna! (Lover Come Back)
- 1963
  - Omar Sharif - Lawrence d'Arabia (Lawrence of Arabia)
  - Telly Savalas - L'uomo di Alcatraz (Birdman of Alcatraz)
  - Harold J. Stone - Sessualità (The Chapman Report)
  - Ross Martin - Operazione terrore (The Experiment in Terror)
  - Paul Newman - Le avventure di un giovane (Hemingway's Adventures of a Young Man)
  - Cesar Romero - Una sposa per due (If a Man Answers)
  - Peter Sellers - Lolita
  - Harry Guardino - Pranzo di Pasqua (The Pigeon That Took Rome)
  - Ed Begley - La dolce ala della giovinezza (Sweet Bird of Youth)
  - Victor Buono - Che fine ha fatto Baby Jane? (What Ever Happened to Baby Jane?
- 1964
  - John Huston - Il cardinale (The Cardinal)
  - Paul Mann - Il ribelle dell'Anatolia (America, America)
  - Gregory Rozakis - Il ribelle dell'Anatolia (America, America)
  - Bobby Darin - Capitan Newman (Captain Newman, M.D.)
  - Roddy McDowall - Cleopatra
  - Lee J. Cobb - Alle donne ci penso io (Come Blow Your Horn)
  - Melvyn Douglas - Hud il selvaggio (Hud)
  - Hugh Griffith - Tom Jones
- 1965
  - Edmond O'Brien - Sette giorni a maggio (Seven Days in May)
  - Lee Tracy - L'amaro sapore del potere (The Best Man)
  - Gilbert Roland - Il grande sentiero (Cheyenne Autumn)
  - Stanley Holloway - My Fair Lady
  - Cyril Delevanti - La notte dell'iguana (The Night of the Iguana)
- 1966
  - Oskar Werner - La spia che venne dal freddo (The Spy Who Came in from the Cold)
  - Telly Savalas - La battaglia dei giganti (Battle of the Bulge)
  - Hardy Krüger - Il volo della fenice (The Flight of the Phoenix)
  - Red Buttons[1] - Jean Harlow, la donna che non sapeva amare (Harlow )
  - Frank Finlay[1] - Otello (Othello)
- 1967
  - Richard Attenborough - Quelli della San Pablo (The Sand Pebbles)
  - Mako - Quelli della San Pablo (The Sand Pebbles)
  - John Saxon - A sud-ovest di Sonora (The Appaloosa)
  - Robert Shaw - Un uomo per tutte le stagioni (A Man for All Seasons)
  - George Segal - Chi ha paura di Virginia Woolf? (Who's Afraid of Virginia Woolf?)
- 1968
  - Richard Attenborough - Il favoloso dottor Dolittle (Doctor Dolittle)
  - Michael J. Pollard - Gangster Story (Bonnie and Clyde)
  - George Kennedy - Nick mano fredda (Cool Hand Luke)
  - John Cassavetes - Quella sporca dozzina (The Dirty Dozen)
  - Efrem Zimbalist Jr. - Gli occhi della notte (Wait Until Dark)
- 1969
  - Daniel Massey - Un giorno... di prima mattina (Star!)
  - Hugh Griffith - L'uomo di Kiev (The Fixer)
  - Beau Bridges - Un uomo per Ivy (For Love of Ivy)
  - Hugh Griffith - Oliver!
  - Ossie Davis - Joe Bass l'implacabile (The Scalphunters)
  - Martin Sheen - La signora amava le rose (The Subject Was Roses)

### 1970
- 1970
  - Gig Young - Non si uccidono così anche i cavalli? (They Shoot Horses, Don't They?)
  - Anthony Quayle - Anna dei mille giorni (Anne of the Thousand Days)
  - Jack Nicholson - Easy Rider
  - Mitch Vogel - Boon il saccheggiatore (The Reivers)
  - Red Buttons - Non si uccidono così anche i cavalli? (They Shoot Horses, Don't They?)
- 1971
  - John Mills - La figlia di Ryan (Ryan's Daughter)
  - George Kennedy - Airport
  - Chief Dan George - Il piccolo grande uomo (Little Big Man)
  - John Marley - Love Story
  - Trevor Howard - La figlia di Ryan (Ryan's Daughter)
- 1972
  - Ben Johnson - L'ultimo spettacolo (The Last Picture Show)
  - Art Garfunkel - Conoscenza carnale (Carnal Knowledge)
  - Paul Mann - Il violinista sul tetto (Fiddler on the Roof)
  - Jan-Michael Vincent - Allucinante notte per un delitto (Going Home)
  - Tom Baker - Nicola e Alessandra (Nicholas and Alexandra)
- 1973
  - Joel Grey - Cabaret
  - Clive Revill - Che cosa è successo tra mio padre e tua madre? (Avanti!)
  - James Caan - Il padrino (The Godfather)
  - James Coco - L'uomo della Mancha (Man of La Mancha)
  - Alec McCowen - In viaggio con la zia (Travels with My Aunt)
- 1974
  - John Houseman - Esami per la vita (The Paper Chase)
  - Max von Sydow - L'esorcista (The Exorcist)
  - Randy Quaid - L'ultima corvé (The Last Detail)
  - Jack Gilford - Salvate la tigre (Save the Tiger)
  - Martin Balsam - Summer Wishes, Winter Dreams
- 1975
  - Fred Astaire - L'inferno di cristallo (The Towering Inferno)
  - John Huston - Chinatown
  - Bruce Dern - Il grande Gatsby (The Great Gatsby)
  - Sam Waterston - Il grande Gatsby (The Great Gatsby)
  - Eddie Albert - Quella sporca ultima meta (The Longest Yard)
- 1976
  - Richard Benjamin - I ragazzi irresistibili (The Sunshine Boys)
  - Burgess Meredith - Il giorno della locusta (The Day of the Locust)
  - John Cazale - Quel pomeriggio di un giorno da cani (Dog Day Afternoon)
  - Charles Durning - Quel pomeriggio di un giorno da cani (Dog Day Afternoon)
  - Henry Gibson - Nashville
- 1977
  - Laurence Olivier - Il maratoneta (Marathon Man)
  - Jason Robards - Tutti gli uomini del presidente (All the President's Men)
  - Ron Howard - Il pistolero (The Shootist)
  - Marty Feldman - L'ultima follia di Mel Brooks (Silent Movie)
  - Oskar Werner - La nave dei dannati (Voyage of the Damned)
- 1978
  - Peter Firth - Equus
  - Jason Robards - Giulia (Julia)
  - Maximilian Schell - Giulia (Julia)
  - Alec Guinness - Guerre stellari (Star Wars)
  - Mikhail Baryshnikov - Due vite, una svolta (The Turning Point)
- 1979
  - John Hurt - Fuga di mezzanotte (Midnight Express)
  - Bruce Dern - Tornando a casa (Coming Home)
  - Christopher Walken - Il cacciatore (The Deer Hunter)
  - Dudley Moore - Gioco sleale (Foul Play)
  - Robert Morley - Qualcuno sta uccidendo i più grandi cuochi d'Europa (Who Is Killing the Great Chefs of Europe?)

### 1980
- 1980
  - Robert Duvall - Apocalypse Now
  - Melvyn Douglas - Oltre il giardino (Being There)
  - Justin Henry - Kramer contro Kramer (Kramer vs. Kramer)
  - Laurence Olivier - Una piccola storia d'amore (A Little Romance)
  - Frederic Forrest - The Rose
- 1981
  - Timothy Hutton - Gente comune (Ordinary People)
  - Jason Robards - Una volta ho incontrato un miliardario (Melvin and Howard)
  - Scott Wilson - La nona configurazione (The Ninth Configuration)
  - Judd Hirsch - Gente comune (Ordinary People)
  - Joe Pesci - Toro scatenato (Raging Bull)
- 1982
  - John Gielgud - Arturo (Arthur)
  - Orson Welles - Butterfly
  - James Coco - Solo quando rido (Only When I Laugh)
  - Howard E. Rollins Jr. - Ragtime
  - Jack Nicholson - Reds
- 1983
  - Louis Gossett Jr. - Ufficiale e gentiluomo (An Officer and a Gentleman)
  - David Keith - Ufficiale e gentiluomo (An Officer and a Gentleman)
  - Raúl Juliá - La tempesta (Tempest)
  - Jim Metzler - Un ragazzo chiamato Tex (Tex)
  - James Mason - Il verdetto (The Verdict)
- 1984
  - Jack Nicholson - Voglia di tenerezza (Terms of Endearment)
  - Steven Bauer - Scarface
  - Kurt Russell - Silkwood
  - Charles Durning - Essere o non essere (To Be or Not to Be)
  - Gene Hackman - Sotto tiro (Under Fire)
- 1985
  - Haing S. Ngor - Urla del silenzio (The Killing Fields)
  - Jeffrey Jones - Amadeus
  - Richard Crenna - Flamingo Kid (The Flamingo Kid)
  - Pat Morita - Karate Kid - Per vincere domani (The Karate Kid)
  - Adolph Caesar - Storia di un soldato (A Soldier's Story)
- 1986
  - Klaus Maria Brandauer - La mia Africa (Out of Africa)
  - Eric Stoltz - Dietro la maschera (Mask)
  - Joel Grey - Il mio nome è Remo Williams (Remo Williams: The Adventure Begins)
  - Eric Roberts - A 30 secondi dalla fine (Runaway Train)
  - John Lone - L'anno del dragone (Year of the Dragon)
- 1987
  - Tom Berenger - Platoon
  - Dennis Hopper - Velluto blu (Blue Velvet)
  - Michael Caine - Hannah e le sue sorelle (Hannah and Her Sisters)
  - Dennis Hopper - Colpo vincente (Hoosiers)
  - Ray Liotta - Qualcosa di travolgente  (Something Wild)
- 1988
  - Sean Connery - The Untouchables - Gli intoccabili (The Untouchables)
  - R. Lee Ermey - Full Metal Jacket
  - Richard Dreyfuss - Pazza (Nuts)
  - Rob Lowe - Square Dance
  - Morgan Freeman - Street Smart - Per le strade di New York (Street Smart)
- 1989
  - Martin Landau - Tucker - Un uomo e il suo sogno (Tucker: The Man and His Dream)
  - Neil Patrick Harris - Il grande cuore di Clara (Clara's Heart)
  - Alec Guinness - Little Dorrit
  - Raúl Juliá - Il dittatore del Parador in arte Jack  (Moon Over Parador)
  - River Phoenix - Vivere in fuga (Running on Empty)
  - Lou Diamond Phillips - La forza della volontà (Stand and Deliver)

### 1990
- 1990
  - Denzel Washington - Glory - Uomini di gloria (Glory)
  - Danny Aiello - Fa' la cosa giusta (Do the Right Thing)
  - Marlon Brando - Un'arida stagione bianca (A Dry White Season)
  - Bruce Willis - Vietnam - Verità da dimenticare (In Country)
  - Sean Connery - Indiana Jones e l'ultima crociata (Indiana Jones and the Last Crusade)
  - Ed Harris - Jacknife - Jack il coltello (Jacknife)
- 1991
  - Bruce Davison - Che mi dici di Willy? (Longtime Companion)
  - Al Pacino - Dick Tracy
  - Andy García - Il padrino - Parte III (The Godfather: Part III)
  - Joe Pesci - Quei bravi ragazzi (Goodfellas)
  - Héctor Elizondo - Pretty Woman
  - Armand Assante - Terzo grado (Q & A)
- 1992
  - Jack Palance - Scappo dalla città - La vita, l'amore e le vacche (City Slickers)
  - John Goodman - Barton Fink - È successo a Hollywood (Barton Fink)
  - Harvey Keitel - Bugsy
  - Ben Kingsley - Bugsy
  - Ned Beatty - Il mistero di Jo Locke, il sosia e Miss Britannia '58 (Hear My Song)
- 1993
  - Gene Hackman - Gli spietati (Unforgiven)
  - Jack Nicholson - Codice d'onore (A Few Good Men)
  - Al Pacino - Americani (Glengarry Glen Ross)
  - David Paymer - Mr. sabato sera (Mr. Saturday Night)
  - Chris O'Donnell - Scent of a Woman - Profumo di donna (Scent of a Woman)
- 1994
  - Tommy Lee Jones - Il fuggitivo (The Fugitive)
  - Sean Penn - Carlito's Way
  - John Malkovich - Nel centro del mirino (In the Line of Fire)
  - Ralph Fiennes - Schindler's List - La lista di Schindler
  - Leonardo DiCaprio - Buon compleanno Mr. Grape (What's Eating Gilbert Grape)
- 1995
  - Martin Landau - Ed Wood
  - Gary Sinise - Forrest Gump
  - Samuel L. Jackson - Pulp Fiction
  - John Turturro - Quiz Show
  - Kevin Bacon - The River Wild - Il fiume della paura (The River Wild)
- 1996
  - Brad Pitt - L'esercito delle 12 scimmie (Twelve Monkeys)
  - Ed Harris - Apollo 13
  - Tim Roth - Rob Roy
  - John Leguizamo - A Wong Foo, grazie di tutto! Julie Newmar (To Wong Foo Thanks for Everything, Julie Newmar)
  - Kevin Spacey - I soliti sospetti (The Usual Suspects)
- 1997
  - Edward Norton - Schegge di paura (Primal Fear)
  - Paul Scofield - La seduzione del male (The Crucible)
  - James Woods - L'agguato - Ghosts from the Past (Ghosts of Mississippi)
  - Cuba Gooding Jr. - Jerry Maguire
  - Samuel L. Jackson - Il momento di uccidere (A Time to Kill)
- 1998
  - Burt Reynolds - Boogie Nights - L'altra Hollywood (Boogie Nights)
  - Anthony Hopkins - Amistad
  - Greg Kinnear - Qualcosa è cambiato (As Good as It Gets)
  - Robin Williams - Will Hunting - Genio ribelle (Good Will Hunting)
  - Rupert Everett - Il matrimonio del mio migliore amico (My Best Friend's Wedding)
  - Jon Voight - L'uomo della pioggia (The Rainmaker)
- 1999
  - Ed Harris - The Truman Show
  - Robert Duvall - A Civil Action
  - Bill Murray - Rushmore
  - Geoffrey Rush - Shakespeare in Love
  - Billy Bob Thornton - Soldi sporchi (A Simple Plan)
  - Donald Sutherland - Without Limits

### 2000
- 2000
  - Tom Cruise - Magnolia
  - Michael Caine - Le regole della casa del sidro (The Cider House Rules)
  - Michael Clarke Duncan - Il miglio verde (The Green Mile)
  - Haley Joel Osment - Il sesto senso (The Sixth Sense)
  - Jude Law - Il talento di Mr. Ripley (The Talented Mr. Ripley)
- 2001
  - Benicio del Toro - Traffic
  - Jeff Bridges - The Contender
  - Albert Finney - Erin Brockovich - Forte come la verità (Erin Brockovich)
  - Joaquin Phoenix - Il gladiatore (Gladiator)
  - Willem Dafoe - L'ombra del vampiro (Shadow of the Vampire)
- 2002
  - Jim Broadbent - Iris - Un amore vero (Iris)
  - Jon Voight - Alì
  - Jude Law - A.I. - Intelligenza artificiale (A.I. Artificial Intelligence)
  - Steve Buscemi - Ghost World
  - Hayden Christensen - L'ultimo sogno (Life as a House)
  - Ben Kingsley - Sexy beast - L'ultimo colpo della bestia (Sexy Beast)
- 2003
  - Chris Cooper - Il ladro di orchidee (Adaptation.)
  - John C. Reilly - Chicago
  - Dennis Quaid - Lontano dal Paradiso (Far from Heaven)
  - Ed Harris - The Hours
  - Paul Newman - Era mio padre (Road to Perdition)
- 2004
  - Tim Robbins - Mystic River
  - Alec Baldwin - The Cooler
  - Albert Finney - Big Fish - Le storie di una vita incredibile (Big Fish)
  - Peter Sarsgaard - L'inventore di favole (Shattered Glass)
  - Ken Watanabe - L'ultimo samurai (The Last Samurai)
- 2005
  - Clive Owen - Closer
  - David Carradine - Kill Bill Vol. 2
  - Thomas Haden Church - Sideways - In viaggio con Jack (Sideways)
  - Jamie Foxx - Collateral
  - Morgan Freeman - Million Dollar Baby
- 2006
  - George Clooney - Syriana
  - Matt Dillon - Crash - Contatto fisico (Crash)
  - Paul Giamatti - Cinderella Man - Una ragione per lottare (Cinderella Man)
  - Will Ferrell - The Producers (The Producers)
  - Bob Hoskins - Lady Henderson presenta (Mrs. Henderson Presents)
- 2007
  - Eddie Murphy - Dreamgirls
  - Ben Affleck - Hollywoodland
  - Jack Nicholson - The Departed
  - Mark Wahlberg - The Departed
  - Brad Pitt - Babel
- 2008
  - Javier Bardem - Non è un paese per vecchi (No Country For Old Men)
  - Casey Affleck - L'assassinio di Jesse James per mano del codardo Robert Ford (The Assassination Of Jesse James By The Coward Robert Ford)
  - Philip Seymour Hoffman - La guerra di Charlie Wilson (Charlie Wilson's War)
  - John Travolta - Hairspray - Grasso è bello (Hairspray)
  - Tom Wilkinson - Michael Clayton
- 2009
  - Heath Ledger - Il cavaliere oscuro (The Dark Knight)
  - Tom Cruise - Tropic Thunder
  - Robert Downey Jr. - Tropic Thunder
  - Ralph Fiennes - La duchessa (The Duchess)
  - Philip Seymour Hoffman - Il dubbio (Doubt)

### 2010
- 2010
  - Christoph Waltz - Bastardi senza gloria (Inglourious Basterds)
  - Matt Damon - Invictus - L'invincibile (Invictus)
  - Woody Harrelson - Oltre le regole - The Messenger (The Messenger)
  - Christopher Plummer - The Last Station
  - Stanley Tucci - Amabili resti (The Lovely Bones)
- 2011
  - Christian Bale - The Fighter
  - Michael Douglas - Wall Street: il denaro non dorme mai (Wall Street: Money never sleeps)
  - Andrew Garfield - The Social Network
  - Jeremy Renner - The Town
  - Geoffrey Rush - Il discorso del re (The King's Speech)
- 2012
  - Christopher Plummer - Beginners
  - Kenneth Branagh - My Week with Marilyn
  - Albert Brooks - Drive
  - Jonah Hill - L'arte di vincere (Moneyball)
  - Viggo Mortensen - A Dangerous Method
- 2013
  - Christoph Waltz - Django Unchained
  - Alan Arkin - Argo
  - Leonardo DiCaprio - Django Unchained
  - Phillip Seymour Hoffman - The Master
  - Tommy Lee Jones - Lincoln
- 2014
  - Jared Leto - Dallas Buyers Club
  - Barkhad Abdi - Captain Phillips - Attacco in mare aperto (Captain Phillips)
  - Daniel Brühl - Rush
  - Bradley Cooper - American Hustle - L'apparenza inganna (American Hustle)
  - Michael Fassbender - 12 anni schiavo (12 Years a Slave)
- 2015
  - J.K. Simmons - Whiplash
  - Robert Duvall - The Judge
  - Ethan Hawke - Boyhood
  - Edward Norton - Birdman
  - Mark Ruffalo - Foxcatcher - Una storia americana (Foxcatcher)
- 2016[2]
  - Sylvester Stallone - Creed - Nato per combattere (Creed)
  - Paul Dano - Love & Mercy
  - Idris Elba - Beasts of No Nation
  - Mark Rylance - Il ponte delle spie (Bridge of Spies)
  - Michael Shannon - 99 Homes
- 2017
  - Aaron Taylor-Johnson - Animali notturni (Nocturnal Animals)
  - Mahershala Ali - Moonlight
  - Dev Patel - Lion - La strada verso casa (Lion)
  - Jeff Bridges - Hell or High Water
  - Simon Helberg - Florence (Florence Foster Jenkins)
- 2018
  - Sam Rockwell- Tre manifesti a Ebbing, Missouri (Three Billboards Outside Ebbing, Missouri)
  - Willem Dafoe - Un sogno chiamato Florida (The Florida Project)
  - Armie Hammer - Chiamami col tuo nome (Call Me by Your Name)
  - Richard Jenkins - La forma dell'acqua - The Shape of Water (The Shape of Water)
  - Christopher Plummer - Tutti i soldi del mondo (All the Money in the World)
- 2019
  - Mahershala Ali - Green Book
  - Timothée Chalamet - Beautiful Boy
  - Adam Driver - BlacKkKlansman
  - Richard E. Grant - Copia originale (Can You Ever Forgive Me?)
  - Sam Rockwell - Vice - L'uomo nell'ombra (Vice)

### 2020
- 2020
  - Brad Pitt - C'era una volta a... Hollywood (Once Upon a Time... in Hollywood)
  - Tom Hanks - Un amico straordinario (A Beautiful Day in the Neighborhood)
  - Anthony Hopkins - I due papi (The Two Popes)
  - Al Pacino - The Irishman
  - Joe Pesci - The Irishman
- 2021
  - Daniel Kaluuya - Judas and the Black Messiah
  - Sacha Baron Cohen - Il processo ai Chicago 7 (The Trial of the Chicago 7)
  - Jared Leto - Fino all'ultimo indizio (The Little Things)
  - Bill Murray - On the Rocks
  - Leslie Odom Jr. - Quella notte a Miami... (One night in Miami...)
- 2022
  - Kodi Smit-McPhee - Il potere del cane (The Power of the Dog)
  - Ben Affleck - Il bar delle grandi speranze (The Tender Bar)
  - Jamie Dornan - Belfast
  - Ciarán Hinds - Belfast
  - Troy Kotsur - CODA
- 2023
  - Ke Huy Quan - Everything Everywhere All At Once
  - Brendan Gleeson - Gli spiriti dell'isola (The Banshees of Insherin)
  - Barry Keoghan - Gli spiriti dell'isola (The Banshees of Insherin)
  - Brad Pitt - Babylon
  - Eddie Redmayne - The Good Nurse
- 2024
  - Robert Downey Jr. – Oppenheimer
  - Willem Dafoe – Povere creature! (Poor Things)
  - Robert De Niro – Killers of the Flower Moon
  - Ryan Gosling – Barbie
  - Charles Melton – May December
  - Mark Ruffalo – Povere creature! (Poor Things)
- 2025
  - Kieran Culkin – A Real Pain
  - Jurij Borisov – Anora
  - Edward Norton – A Complete Unknown
  - Guy Pearce – The Brutalist
  - Jeremy Strong – The Apprentice - Alle origini di Trump (The Apprentice)
  - Denzel Washington – Il gladiatore II (Gladiator II)